# Stefano Passigli
Stefano Passigli (Firenze, 8 novembre 1938) è un politologo e politico italiano, parlamentare dal 1992 fino al 2006, ricoprendo vari incarichi parlamentari.

## Biografia
Nato l'8 novembre 1938 a Firenze, dove si è laureato in scienze politiche all'Istituto Cesare Alfieri, ha insegnato a lungo come docente universitario in scienza politica nelle Università di Harvard, Michigan, Padova, Bologna e Firenze.
Membro della commissione nazionale per i problemi dello Stato del Partito Repubblicano Italiano (PRI), oltre che della direzione regionale del PRI toscano, alla elezioni regionali in Toscana del 1975 viene candidato dai repubblicani, venendo eletto nella circoscrizione di Firenze con 936 preferenze in consiglio regionale della Toscana. Viene poi riconfermato alle regionali toscane del 1980 con 1.343 preferenze, del 1985 con 2.380 preferenze e quelle del 1990 con 2.362 preferenze.
Dal 1986 è giornalista pubblicista, iscritto all'Ordine dei Giornalisti della Toscana.
È stato deputato alla Camera del PRI dal 1992 al 1994, ricoprendo il ruolo di componente nella Giunta per il Regolamento, nella 7ª Commissione cultura, scienza, istruzione e nella Commissione parlamentare per le questioni regionali.
Nel 1994 segue la scissione dal PRI di Giorgio Bogi, vicesegretario del partito, contrario alla decisione del segretario Giorgio La Malfa di abbandonare Alleanza Democratica e schierarsi con il Patto per l'Italia di Mario Segni, dando vita, insieme a Bogi, Giuseppe Ayala e Libero Gualtieri, al nuovo soggetto politico: Sinistra Repubblicana, collocato con i Progressisti.
È stato senatore della Repubblica dal 1994 al 1996, dov'è stato vice-presidente del gruppo parlamentare "Sinistra Democratica", che comprendeva, tra gli altri, Norberto Bobbio, Leo Valiani, Bruno Visentini, Giovanni Spadolini, Libero Gualtieri, Franco Debenedetti.
Alle elezioni politiche del 1996 viene rieletto, aderendo al gruppo parlamentare dei Democratici di Sinistra e nel 1998, come membro di Sinistra Repubblicana è entrato ufficialmente in quel partito, per il quale è stato nuovamente eletto nel 2001. Sottosegretario alla Presidenza del Consiglio nel governo D'Alema II, e all'Industria nel governo Amato II.
Dal 1994 al 1999 e dal 2001 al 2006 è stato membro dell'Ufficio di Presidenza del Senato.
A luglio 2006 è stato nominato presidente dell'Istituto Luce, incarico ricoperto sino al giugno 2008. In occasione della nascita del Partito Democratico, nel 2007, ha sottoscritto un appello alla laicità del nuovo partito.
Nel 1981 ha fondato la Passigli Editori. È stato per 25 anni, sino al 2006, presidente del gruppo editoriale Longanesi. È stato membro della Commissione Progetti Speciali della Biennale di Venezia ed è Presidente degli Amici della Musica di Firenze. È presidente del Gruppo editoriale multimediale Scala Group. È stato Presidente della Olivetti Leasing e Consigliere del Credito Lombardo. È stato presidente di Nextam Partners Sim e consigliere di Nextam Partners Sgr.

## Incarichi parlamentari

### Camera dei deputati
- Membro della Giunta per il Regolamento
- 7ª Commissione cultura, scienza, istruzione (dal 07/09/1992 al 14/04/1994)
- Commissione parlamentare per le questioni regionali (dal 07/09/1992 al 14/04/1994)

### Senato della Repubblica

#### XII legislatura
- Membro dell'Ufficio di Presidenza del Senato[9]
- 1ª Commissione Affari costituzionali[9]
- Commissione parlamentare per l'indirizzo generale e la vigilanza dei servizi radiotelevisivi[9]

#### XIII legislatura
- Membro dell'Ufficio di Presidenza del Senato[10]
- 1ª Commissione Affari costituzionali (30 maggio 1996 - 9 febbraio 2000)[10]
- XIII Commissione permanente territorio, ambiente, beni ambientali (10 febbraio 2000 - 29 maggio 2001)[10]
- Commissione parlamentare per le riforme costituzionali (4 febbraio 1997 - 29 maggio 2001)[10]
- Commissione parlamentare per l'indirizzo generale e la vigilanza dei servizi radiotelevisivi (15 luglio 1996 - 10 febbraio 2000)[10]

#### XIV legislatura
- Membro dell'Ufficio di Presidenza del Senato[11]
- 1ª Commissione Affari costituzionali (dal 22/06/2001 al 27/04/2006)[11]